# Thiền viện Trúc Lâm Chánh Giác
Thiền viện Trúc Lâm Chánh Giác tọa lạc tại ấp 1 (cách Quốc lộ 1 khoảng 20 km, và cách đường Tràm Mù  hơn 500 m); thuộc xã Thạnh Tân, huyện Tân Phước, tỉnh Tiền Giang, Việt Nam.
Trụ trì thiền viện Trúc Lâm Chánh Giác là Hòa thượng Thích Thông Phương, đệ tử của Hòa thượng Thiền sư Thích Thanh Từ, người có công khôi phục Thiền phái Trúc Lâm Việt Nam.

## Lịch sử và định hướng quy hoạch

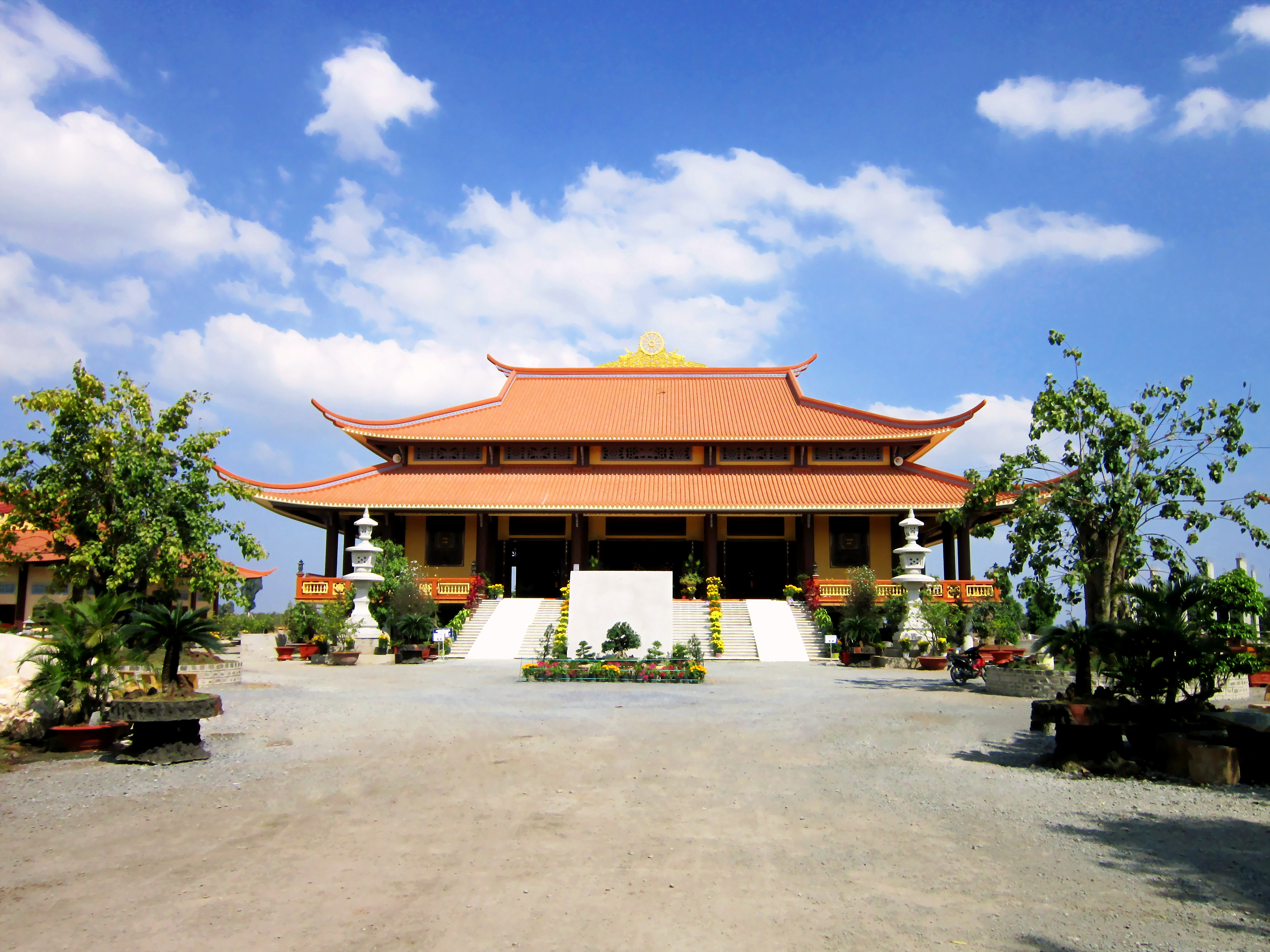
Chánh điện Thiền viện Trúc Lâm Chánh Giác

Thiền viện Trúc Lâm Chánh Giác được Ủy ban Nhân dân tỉnh Tiền Giang chấp thuận cho khởi công xây dựng ngày 28 tháng 4 năm 2012 (mùng 8 tháng 4 âm lịch năm Nhâm Thìn), theo mô hình truyền thống của hệ phái Trúc Lâm Yên Tử trực thuộc danh bộ của Giáo hội Phật giáo Việt Nam tỉnh Tiền Giang, trên diện tích đất được giao trên 30 ha, và thời gian dự định hoàn thành là 5 năm (2012 - 2016) .
Khu đất rộng nơi thiền viện tọa lạc là do một số Phật tử hiến tặng. Do toàn bộ diện tích xây dựng các công trình có cao độ thấp hơn mặt đường giao thông từ 2,5 - 3 mét, vì vậy công việc đầu tiên là phải đắp đê bao xung quanh với chiều cao 3,7 m để bơm cát vào để đạt đến cao trình xây dựng +3 m. Bốn đoạn đê bao ấy có tổng chiều dài 2.200 m với lượng đất đào đắp là 109.890 m³. Sau đó, khối lượng cát lấp để tạo mặt bằng xây dựng cũng nhiều không kém, với hơn 100.000 m³.
Bên cạnh việc hiến đất, các Phật tử còn hiến cúng nhiều cây đại thụ để tạo cảnh quan, và nhiều khối lượng đá tảng (khoảng 2.500 tấn, mỗi tảng nặng từ trên 1 - 20 tấn, được sà lan chuyển về từ núi Thị Vải [thuộc tỉnh Bà Rịa – Vũng Tàu]) nhằm phục vụ cho việc xây dựng các hòn non bộ và trang trí...
Ngoài ra, các Phật tử còn hiến cúng pho tượng Phật Thích Ca Mâu Ni (đã an vị trong chánh điện ngày 20 tháng 10 năm 2013) được tạc bằng đá ngọc, thếp vàng, cao 4,5 m, nặng trên 30 tấn, do các nghệ nhân Myanmar chế tác....
Đại đức Thích Trúc Thông Kim hiện là Phó ban thường trực phụ trách xây dựng, theo ông thì Thiền viện Trúc Lâm Chánh Giác được thiết kế gần giống với Thiền viện Trúc Lâm ở Đà Lạt nhưng có quy mô lớn hơn. Đặc biệt, hệ thống đê bao xung quanh thiền viện có khả năng ngăn được nước lũ dâng trong vài chục năm tới.
Và theo định hướng quy hoạch, Thiền viện có 2 khu vực biệt lập là nội viện và ngoại viện. Trong đó khu ngoại viện bao gồm nhiều hạng mục: Chánh điện, Tổ đường, Thiền đường, Giảng đường, Nhà Tăng ngoại viện, Trai đường, Thư viện, Nhà Trưng bày, Lầu chuông, Lầu trống, Nhà khách cư sĩ nam, Nhà khách cư sĩ nữ...với tổng diện tích hơn 47.000 m²; khu nội viện có tổng diện tích gần 16.000 m², bao gồm: 4 Tăng đường, 1 Thiền đường và 10 Thất chuyên tu.
Sau nhiều tháng thi công, thiền viện đã cơ bản hoàn thành một số hạng mục như: Chánh điện (diện tích 1.000 m², sức chứa trên 3.000 người), Lầu chuông, Gác trống, Nhà khách, Khu tịnh thất hòa thượng... Trong tương lai gần, một khu vực rộng 3.600 m² cũng sẽ được bố trí để xây dựng Tứ động tâm, bao gồm: Lâm Tì Ni (nơi Phật Thích Ca Mâu Ni đản sinh), Bồ Đề Đạo Tràng (nơi Phật Thích Ca Mâu Ni thành đạo), Lộc Uyển (nơi Phật Thích Ca Mâu Ni chuyển pháp luân) và Câu Thi Na (nơi Phật Thích Ca Mâu Ni nhập niết bàn).

## Hoạt động tôn giáo

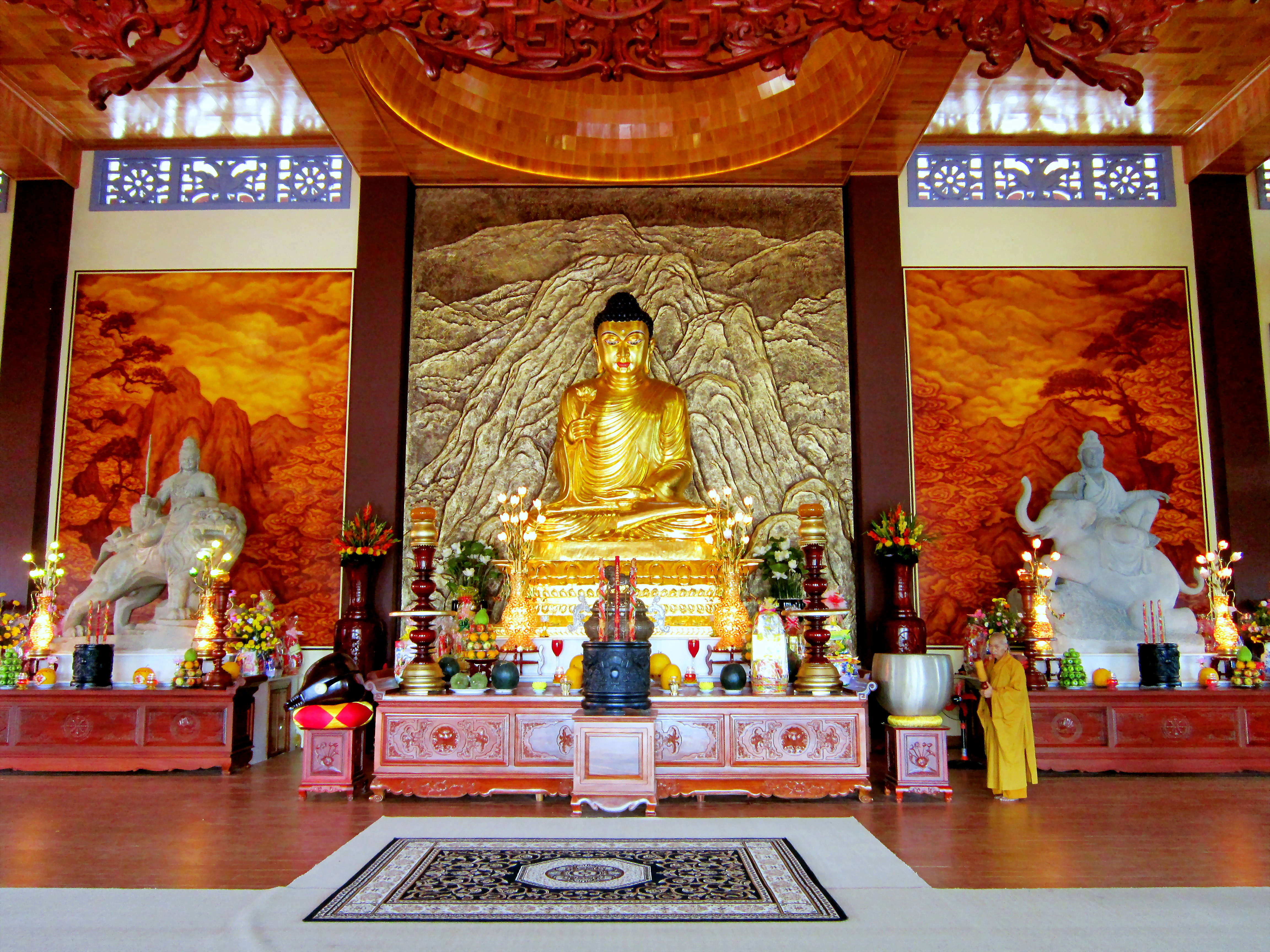
Bên trong chánh điện, tượng Phật Thích Ca Mâu Ni được thờ ở giữa, hai bên là tượng Phổ Hiền Bồ Tát cưỡi voi và Văn Thù Bồ Tát cưỡi sư tử.

Dù công trình quy mô này hiện vẫn còn đang được xây dựng...; song theo lệ, vào ngày Chủ nhật tuần thứ ba mỗi tháng, Thiền viện đều tổ chức sinh hoạt đạo tràng với khá đông Phật tử gần xa tham dự, bao gồm các hoạt động: Tụng kinh, sám hối, nghe giảng pháp, ngồi thiền. Bên cạnh đó, định kỳ 2 tháng/lần, Thiền viện còn tổ chức lễ truyền tam quy, ngũ giới cho Phật tử. Ngoài ra, Thiền viện còn thường xuyên tiếp khách thập phương trong và ngoài tỉnh đến tham quan và chiêm bái.

## Góp phần làm thay đổi diện mạo địa phương
Hiện nay, UBND tỉnh đang có chủ trương triển khai dự án mở rộng Khu bảo tồn sinh thái Đồng Tháp Mười (kinh phí đầu tư khoảng 100 tỷ đồng, do Sở Nông nghiệp và Phát triển nông nghiệp làm chủ đầu tư). Ngôi Thiền viện Trúc Lâm Chánh Giác ra đời, bên cạnh việc trở thành trung tâm tu học, còn tạo điểm nhấn quan trọng nhằm thu hút khách tham quan khu bảo tồn vừa kể , góp phần làm thay đổi diện mạo một xã nghèo của huyện Tân Phước; một thời được xem là vùng đất hoang vu, cách trở với đất rộng, người thưa...

## Một vài hình ảnh

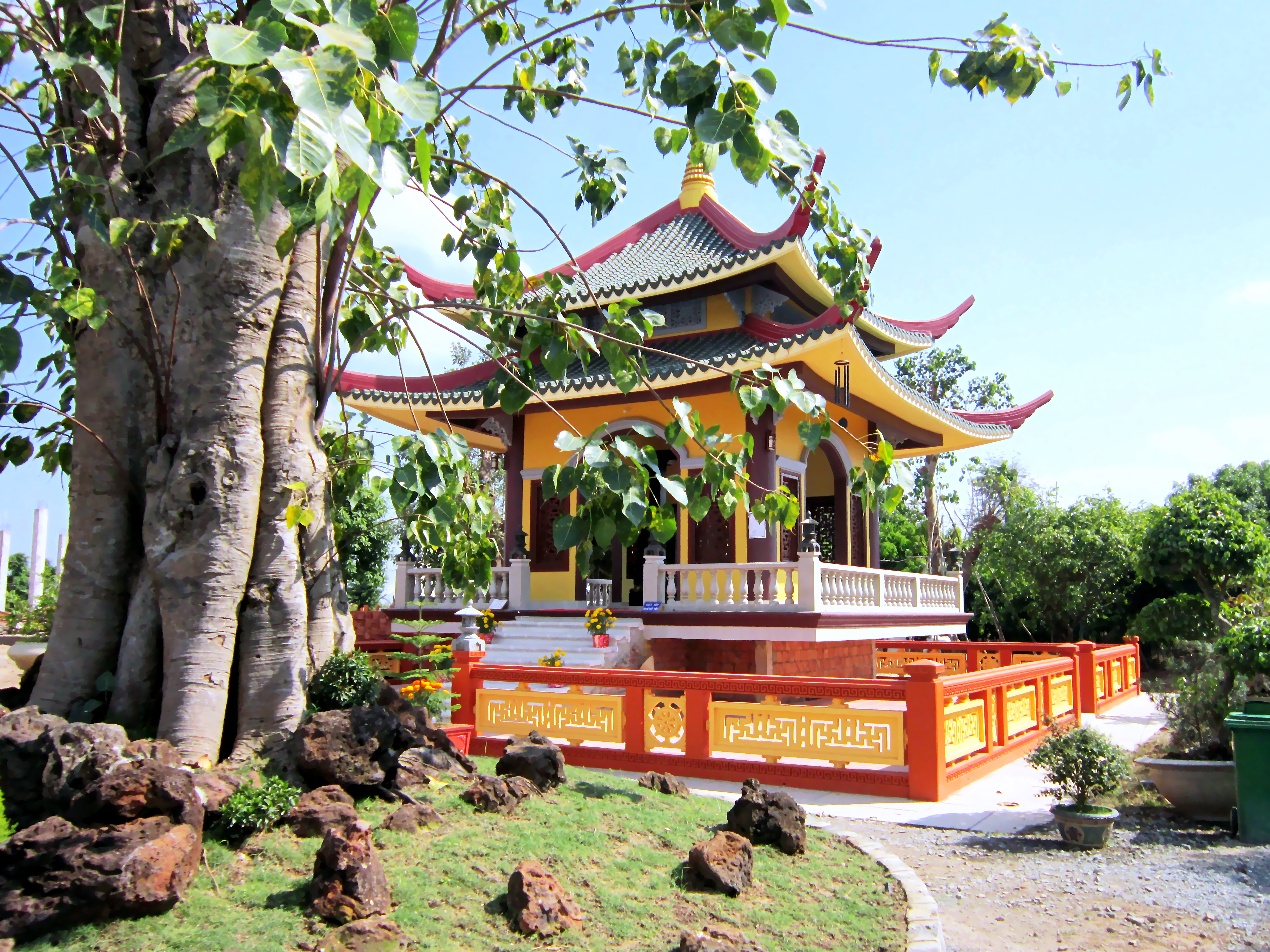
Lầu chuông.
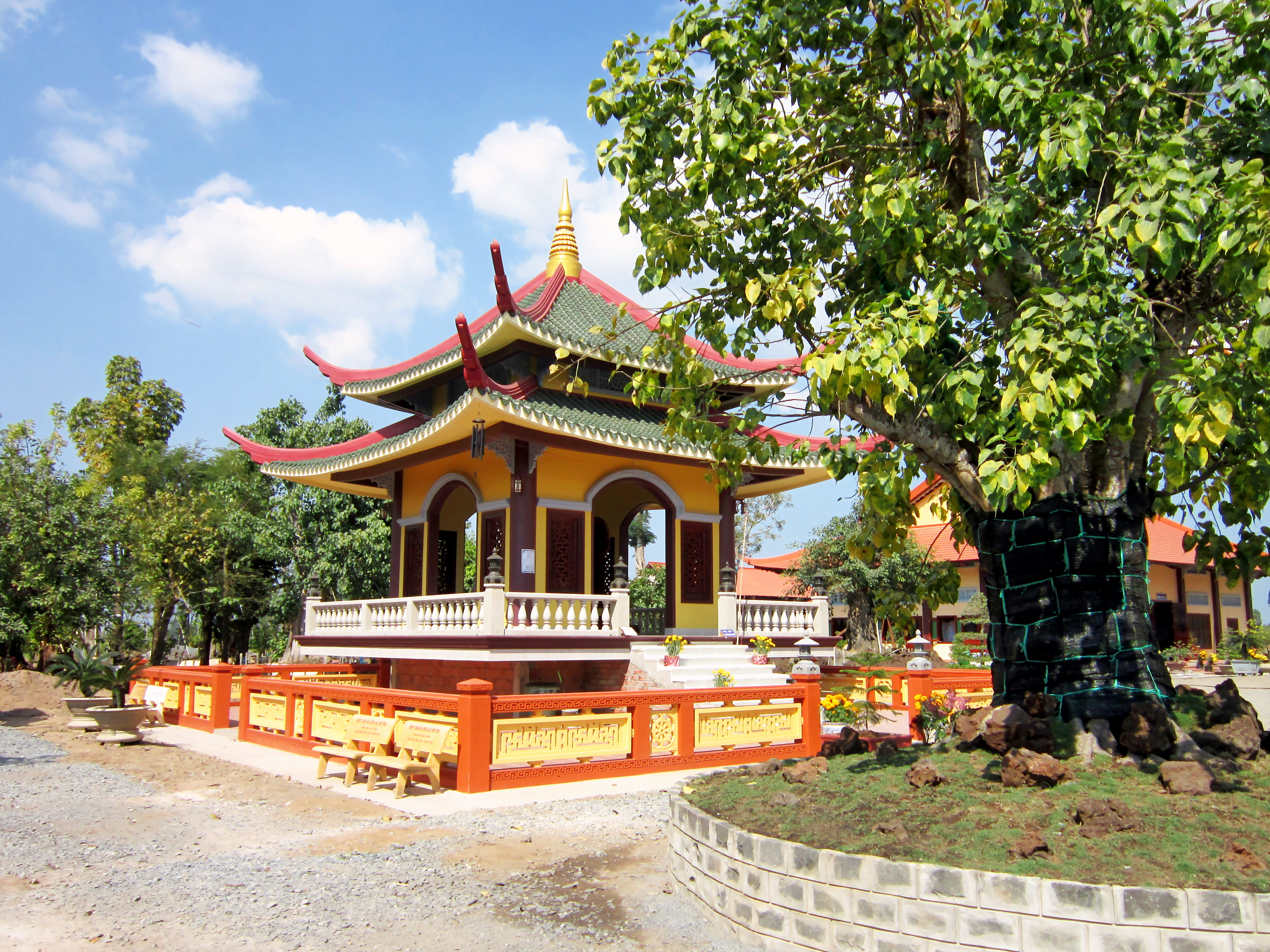
Lầu trống.
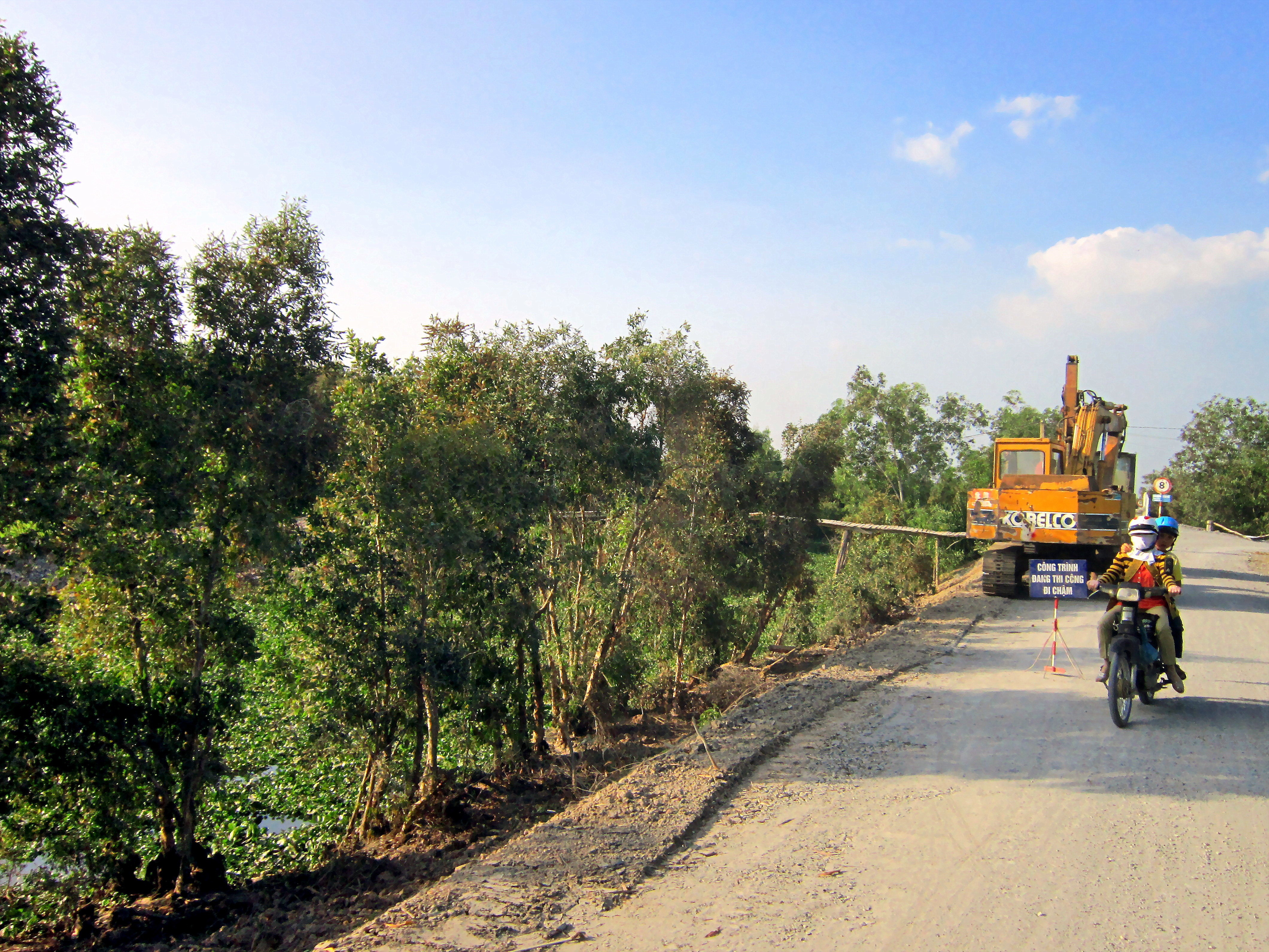
Đường Tràm Mù đang được nới rộng để việc đi lại và chiêm bái được thuận lợi.
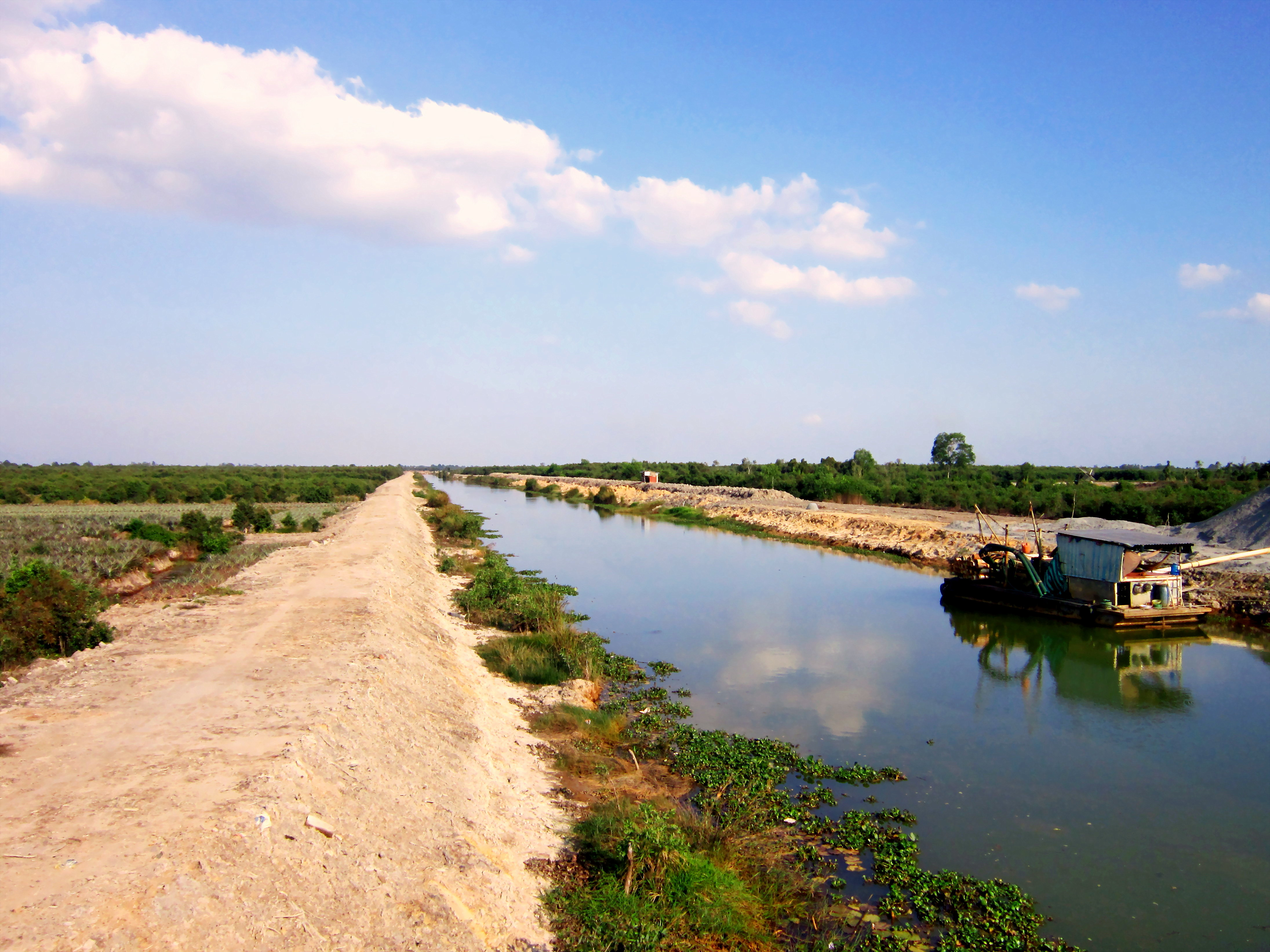
Một xà lan cỡ nhỏ đang bơm nước phục vụ việc thi công Thiền viện.
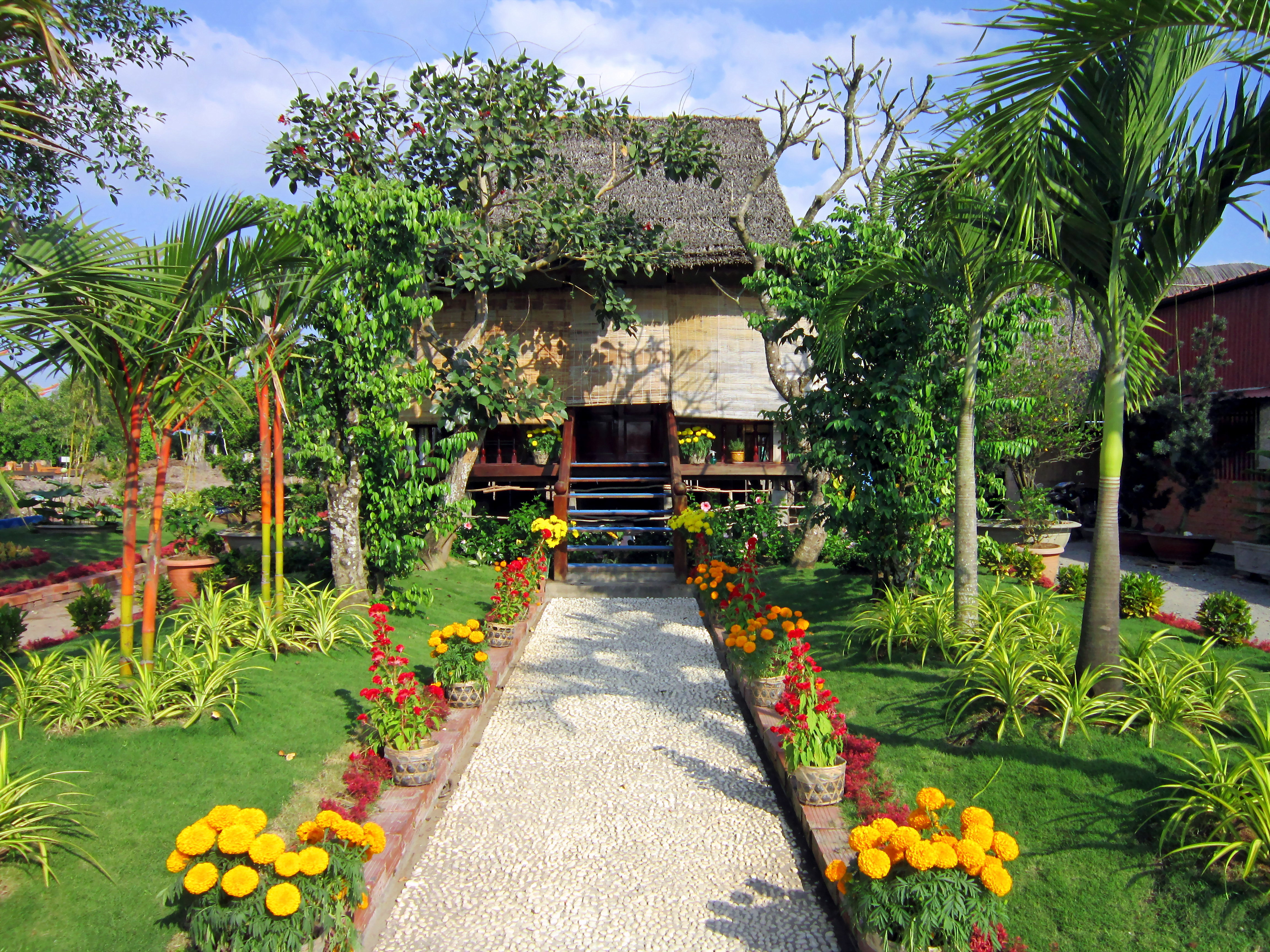
Một am tu trong khuôn viên Thiền viện.